# Sint-Stephanuskerk (Borne)
De Sint-Stephanuskerk is een rooms-katholieke kerk aan de Grotestraat 207 in Borne.
De kerk werd in 1887 ontworpen door architect Nicolaas Molenaar sr. Op 8 april 1888 werd de eerste steen gelegd.
Het is een driebeukige hallenkerk in neogotische stijl, met een transept. De kerk is binnen 48,9 meter lang en 18,25 meter breed. Het schip telt vier traveeën en is 9,55 meter breed. Na het transept volgt nog een travee van het priesterkoor, met een zevenzijdige sluiting. Op het oorspronkelijk ontwerp ontbrak de toren, die pas in 1894 op de linkerhoek naast de hoofdingang werd gebouwd. De 46 meter hoge toren heeft vier vierkante geledingen. De naaldspits is achtkantig, tussen vier topgevels. De drie luidklokken werden in 1949 in de toren geplaatst.
Binnen is de kerk overdekt met kruisribgewelven. Het hoofd- en zijaltaar, de kansel en het triomfkruis werden gefabriceerd door de Haagse firma Te Poel en Stoltefus. De heiligenbeelden werden gemaakt door de ateliers van F.W. Mengelberg en J.P. Maas. Het orgel werd in 1907 gemaakt door orgelbouwer Gradussen en werd in 1969 gewijzigd door de firma Vermeulen uit Alkmaar. De muren werden in 1912 met fresco's beschilderd door J.A. Waterkamp, maar deze werden later overgeschilderd en zijn pas in 2005 weer ontdekt en gedeeltelijk zichtbaar gemaakt.
Na de liturgische wijzigingen van het Tweede Vaticaans Concilie werd de kerk in 1967 gemoderniseerd, waarbij nieuwe vloeren werden aangelegd en de gepolychromeerde muren en plafonds werden overgeschilderd. Het interieur werd daarbij sterk gewijzigd, zo verdween de biechtstoel en moest het linker zijaltaar plaatsmaken voor een orgel. In 1987-1988 werd de kerk gerestaureerd.
De kerk wordt tot op heden gebruikt door de parochie "Sint-Stephanus". Het kerkgebouw is een Rijksmonument. Molenaar ontwierp ook het in 1894 gebouwde Sint-Johannesgesticht, dat naast de kerk ligt.

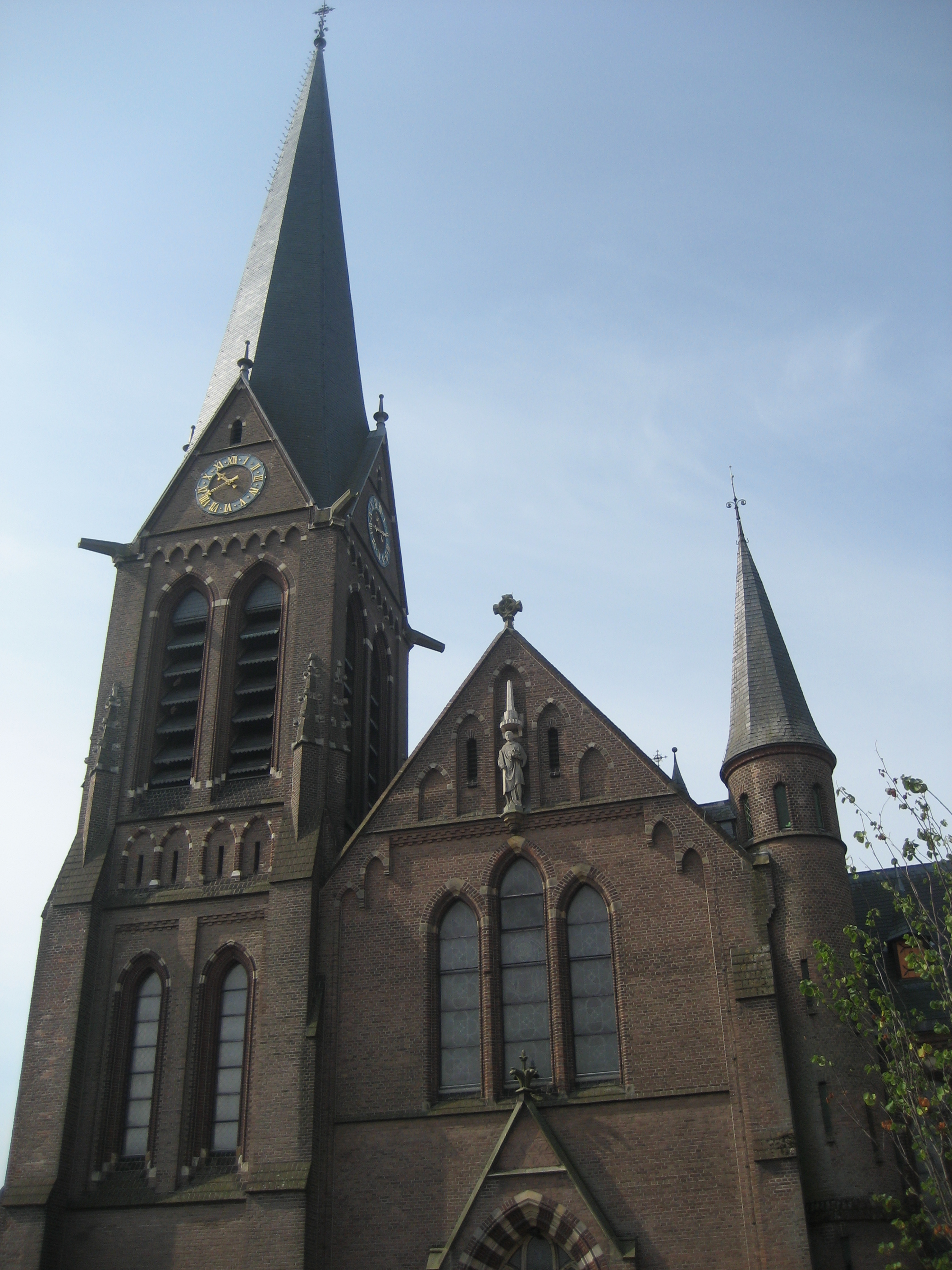
Stephanuskerk
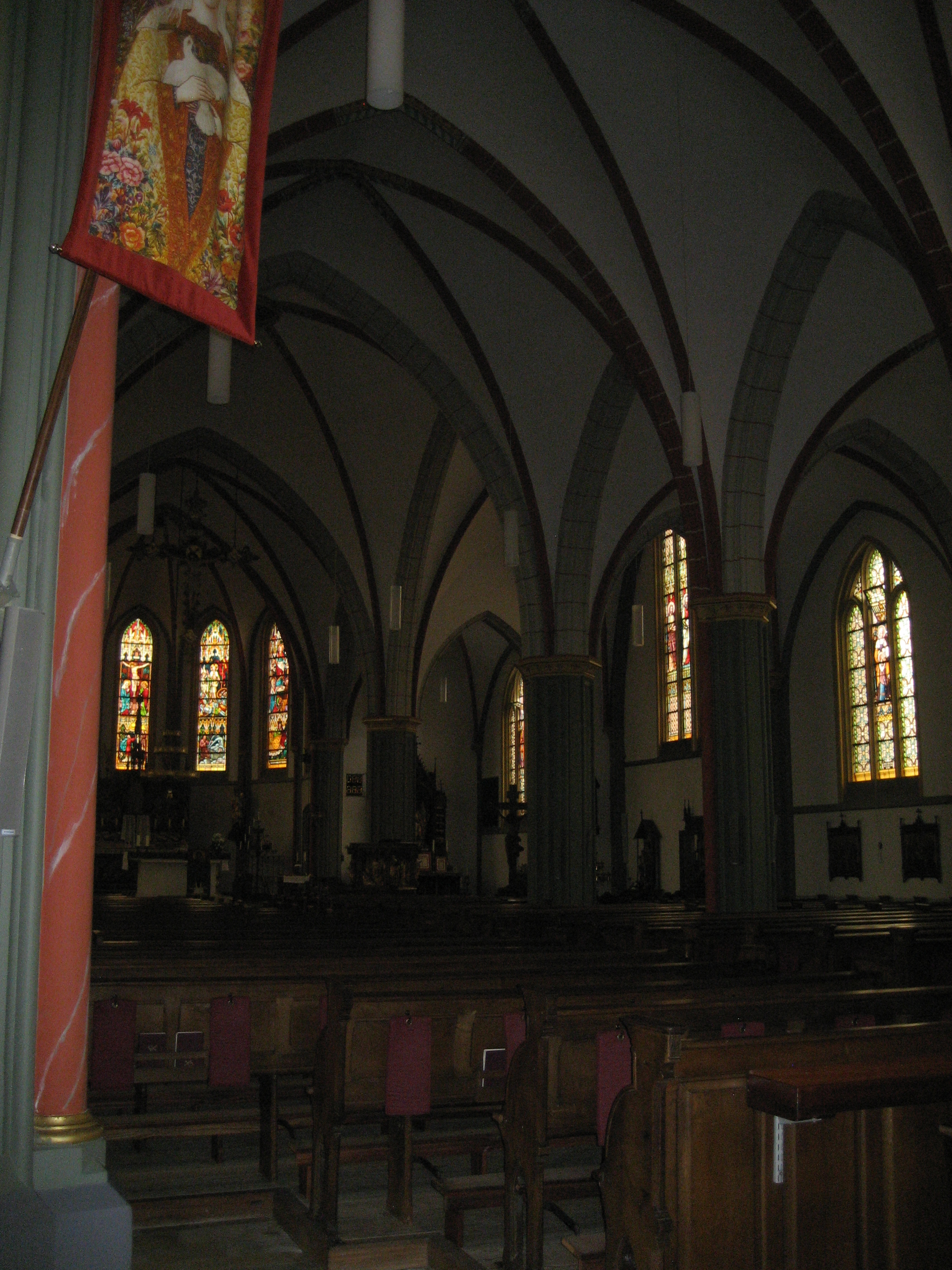
Interieur
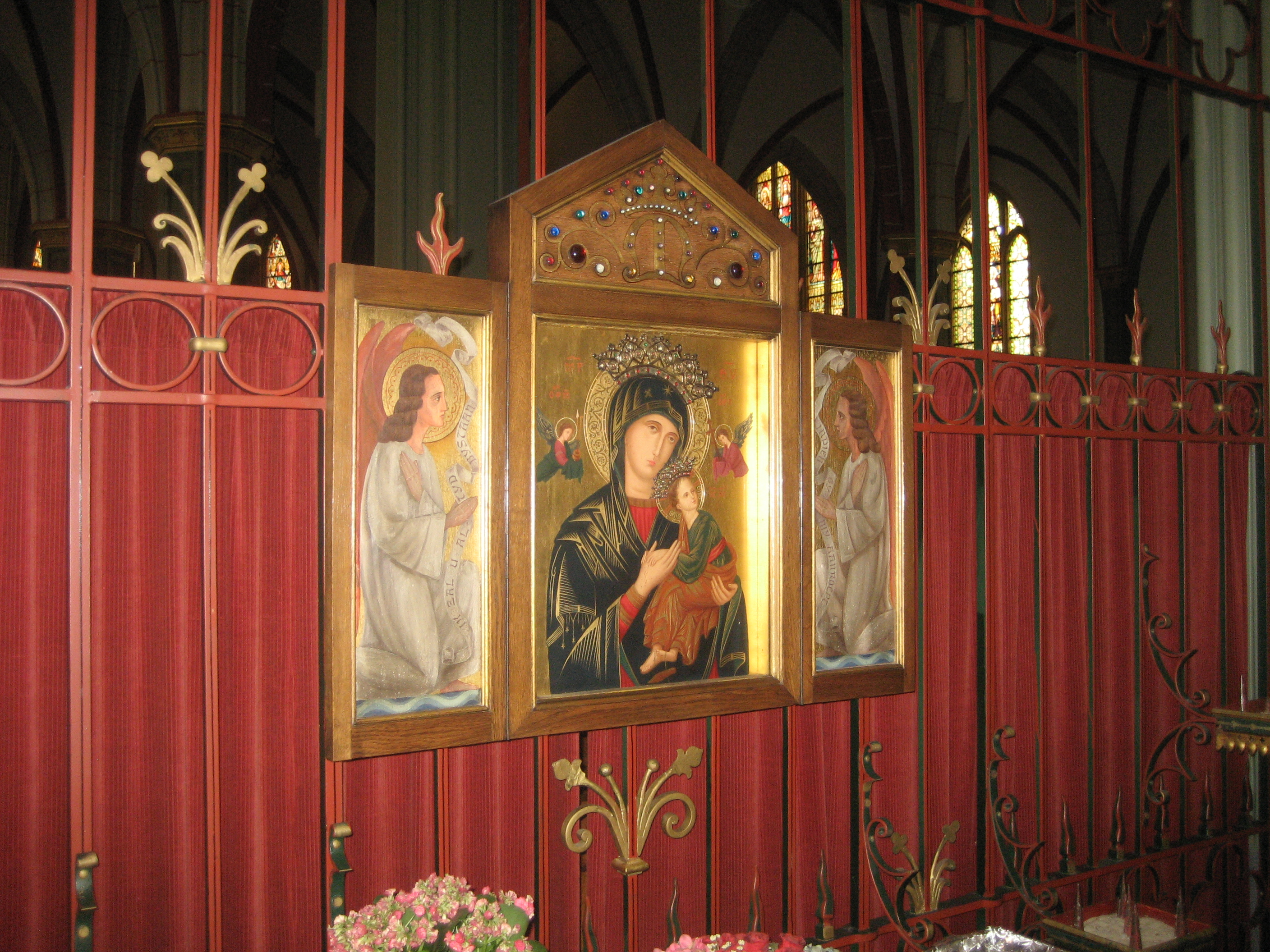
Iconen
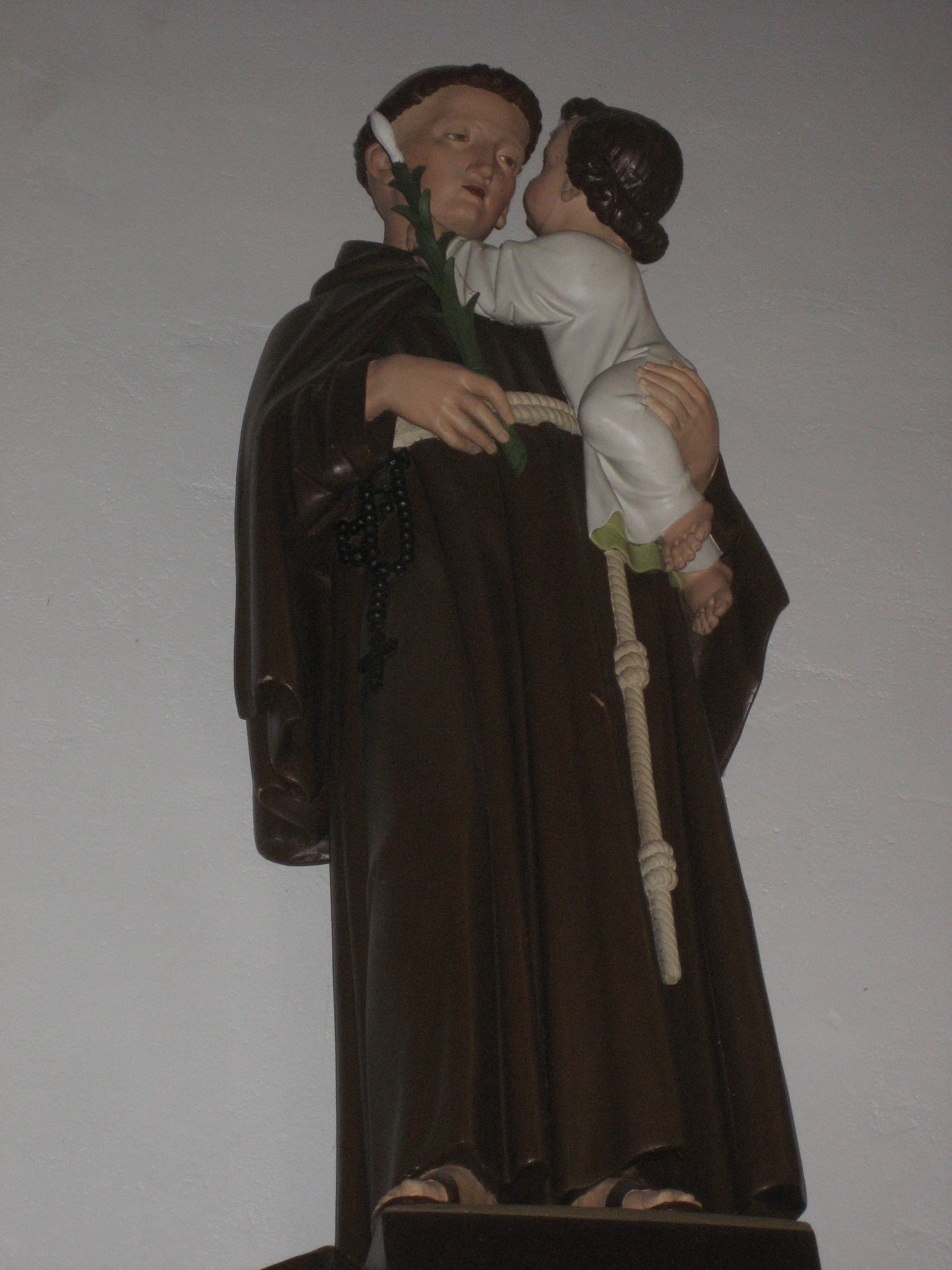
Heilige Franciscus

## Bron
- Website kerk
- Beschrijving Rijksdienst voor het Cultureel Erfgoed
- Bonje in Borne, De verwikkelingen rond de bouw van de nieuwe Stephanuskerk (1885-1888), door Hans Gloerich, Heemkundevereniging Bussemakerhuis Borne (2008).